# Lichtental
Lichtental var till 1850 en självständig kommun och är i dag en stadsdel i Wiens nionde bezirk Alsergrund.